# Champions Trophy d'Asie féminin 2021
Navigation
2018 2023
Le Champions Trophy d'Asie féminin 2021 est la 6e édition du Champions Trophy d'Asie féminin, un tournoi biennal de hockey sur gazon pour les quatre meilleures équipes nationales féminines asiatiques organisé par la Fédération asiatique de hockey sur gazon.
Le tournoi se déroule au Donghae City Sunrise Stadium à Donghae, en Corée du Sud et était initialement prévu du 14 au 21 juin 2020. La Corée du Sud est la championne en titre.
En raison de la pandémie de Covid-19 le tournoi a été reporté le 26 mars 2020. En septembre 2020, les nouvelles dates ont été annoncées et le tournoi se déroulerait du 31 mars au 6 avril 2021. En janvier 2021, le tournoi a de nouveau été reporté et en octobre a été reporté du 5 au 12 décembre 2021. La Malaisie n'a pas pu disputer ses deux premiers matchs du tournoi en raison de problèmes liés aux restrictions Covid,.

## Équipes participantes
Les six équipes suivantes participeront au tournoi.
| Équipe       | Apparition | Dernière apparition | Précédente meilleure performance |
| ------------ | ---------- | ------------------- | -------------------------------- |
| Corée du Sud | 5e         | 2018                | Champion: (2010, 2011, 2018)     |
| Chine        | 6e         | 2018                | Vice-champion: (2011, 2016)      |
| Japon        | 6e         | 2018                | Champion: (2013)                 |
| Thaïlande    | 1re        | Non                 | Début                            |

## Résultats
Toutes les heures correspondent à l'heure normale de Corée du Sud (UTC+9).

### Premier tour
| Rang | Équipe       | J | V | N | D | BP | BC | Diff | Pts | Qualification                |
| ---- | ------------ | - | - | - | - | -- | -- | ---- | --- | ---------------------------- |
| 1    | Japon        | 3 | 3 | 0 | 0 | 10 | 2  | +8   | 9   | Finale                       |
| 2    | Corée du Sud | 3 | 2 | 0 | 1 | 6  | 3  | +3   | 6   | Finale                       |
| 3    | Chine        | 3 | 1 | 0 | 2 | 12 | 6  | +6   | 3   | Troisième et quatrième place |
| 4    | Thaïlande    | 3 | 0 | 0 | 3 | 0  | 17 | -17  | 0   | Troisième et quatrième place |

Source: FIH
En cas d'égalité de points de plusieurs équipes à l'issue des matchs de poule, les critères suivants sont appliqués dans l'ordre indiqué pour établir leur classement:
1. Points,
2. Matchs gagnés,
3. Différence de buts,
4. Buts pour,
5. Plus grand nombre de points obtenus dans les matchs de poule disputés entre les équipes concernées,
6. Buts en plein jeu pour.

#### 1rejournée
| Match 2               | (9) Inde | 13 - 0  | Thaïlande (29) |                                                                      |                                                                      |
| 5 décembre 2021 12h45 | Gurjit 2e, 14e, 24e, 25e, 58e · Vandana 7e · Lilima 14e, 24e · Jyoti 15e, 36e · Rajwinder 16e · Sonika 43e · Monika 55e | (9 - 0) |                | Arbitrage : Kim Jung Hee Lelia Sacre Arbitre vidéo : Kang Hyun Young | Arbitrage : Kim Jung Hee Lelia Sacre Arbitre vidéo : Kang Hyun Young |
| 5 décembre 2021 12h45 | Rapport |         |                | Arbitrage : Kim Jung Hee Lelia Sacre Arbitre vidéo : Kang Hyun Young | Arbitrage : Kim Jung Hee Lelia Sacre Arbitre vidéo : Kang Hyun Young |

| Match 3 | (11) Corée du Sud | 0 - 1   | Japon (14) |                                                                  |                                                                  |
| 15h00   |                   | (0 - 0) | 50e Mori   | Arbitrage : Rama Potnis Liu Xiaoying Arbitre vidéo : Lelia Sacre | Arbitrage : Rama Potnis Liu Xiaoying Arbitre vidéo : Lelia Sacre |
| 15h00   | Rapport           |         |            | Arbitrage : Rama Potnis Liu Xiaoying Arbitre vidéo : Lelia Sacre | Arbitrage : Rama Potnis Liu Xiaoying Arbitre vidéo : Lelia Sacre |

Repos:  Chine

#### 2ejournée
| Match 5               | (10) Chine          | 2 - 3   | Japon (14)                |                                                                        |                                                                        |
| 6 décembre 2021 12h45 | Ma 2e · Zhang Y. 4e | (2 - 1) | 28e, 60e Mori · 53e Urata | Arbitrage : Kang Hyun Young Ayanna McClean Arbitre vidéo : Rama Potnis | Arbitrage : Kang Hyun Young Ayanna McClean Arbitre vidéo : Rama Potnis |
| 6 décembre 2021 12h45 | Rapport             |         |                           | Arbitrage : Kang Hyun Young Ayanna McClean Arbitre vidéo : Rama Potnis | Arbitrage : Kang Hyun Young Ayanna McClean Arbitre vidéo : Rama Potnis |

| Match 6 | (12) Corée du Sud                   | 3 - 0   | Thaïlande (29) |                                                                                 |                                                                                 |
| 15h00   | Baek 8e · Kim Ji. 29e · Kim Je. 36e | (2 - 0) |                | Arbitrage : Ymkje van Slooten Norasyikin Shariudin Arbitre vidéo : Liu Xiaoying | Arbitrage : Ymkje van Slooten Norasyikin Shariudin Arbitre vidéo : Liu Xiaoying |
| 15h00   | Rapport                             |         |                | Arbitrage : Ymkje van Slooten Norasyikin Shariudin Arbitre vidéo : Liu Xiaoying | Arbitrage : Ymkje van Slooten Norasyikin Shariudin Arbitre vidéo : Liu Xiaoying |

Repos:  Inde

#### 3ejournée
| Match 8               | (10) Chine                                                                             | 8 - 0   | Thaïlande (29) |                                                                     |                                                                     |
| 8 décembre 2021 12h45 | Yunxia 10e · Gu 17e · Zou 24e · Zhong 30e · Zhang Y. 35e · Zhang X. 40e · Liu 53e, 60e | (4 - 0) |                | Arbitrage : Lelia Sacre Minami Inamoto Arbitre vidéo : Kim Jung Hee | Arbitrage : Lelia Sacre Minami Inamoto Arbitre vidéo : Kim Jung Hee |
| 8 décembre 2021 12h45 | Rapport                                                                                |         |                | Arbitrage : Lelia Sacre Minami Inamoto Arbitre vidéo : Kim Jung Hee | Arbitrage : Lelia Sacre Minami Inamoto Arbitre vidéo : Kim Jung Hee |

Repos:  Corée du Sud,  Japon

#### 4ejournée
| Match 10              | (14) Japon                                                                     | 6 - 0   | Thaïlande (29) |                                                                           |                                                                           |
| 9 décembre 2021 11h00 | Oikawa 13e · Suzuki 16e · Mori 31e · Shimada 39e · Y. Nagai 42e · Toriyama 57e | (2 - 0) |                | Arbitrage : Kim Jung Hee Rama Potnis Arbitre vidéo : Norasyikin Shariudin | Arbitrage : Kim Jung Hee Rama Potnis Arbitre vidéo : Norasyikin Shariudin |
| 9 décembre 2021 11h00 | Rapport                                                                        |         |                | Arbitrage : Kim Jung Hee Rama Potnis Arbitre vidéo : Norasyikin Shariudin | Arbitrage : Kim Jung Hee Rama Potnis Arbitre vidéo : Norasyikin Shariudin |

| Match 15 | (12) Corée du Sud                  | 3 - 2   | Chine (10)             |                                                                          |                                                                          |
| 13h15    | Kim Ji. 26e · Cho 51e · Kim S. 54e | (1 - 1) | 14e Liu · 48e Zhang Y. | Arbitrage : Ymkje van Slooten Ayanna McClean Arbitre vidéo : Lelia Sacre | Arbitrage : Ymkje van Slooten Ayanna McClean Arbitre vidéo : Lelia Sacre |
| 13h15    | Rapport                            |         |                        | Arbitrage : Ymkje van Slooten Ayanna McClean Arbitre vidéo : Lelia Sacre | Arbitrage : Ymkje van Slooten Ayanna McClean Arbitre vidéo : Lelia Sacre |

### Tour de classement

#### Troisième et quatrième place
| Match 17               | (10) Chine                                          | 6 - 0   | Thaïlande (29) |                                                                                 |                                                                                 |
| 11 décembre 2021 11h00 | Zhong 3e · Ma 7e · Zou 15e, 30e, 34e · Zhang X. 28e | (5 - 0) |                | Arbitrage : Kang Hyun Young Minami Inamoto Arbitre vidéo : Norasyikin Shariudin | Arbitrage : Kang Hyun Young Minami Inamoto Arbitre vidéo : Norasyikin Shariudin |
| 11 décembre 2021 11h00 | Rapport                                             |         |                | Arbitrage : Kang Hyun Young Minami Inamoto Arbitre vidéo : Norasyikin Shariudin | Arbitrage : Kang Hyun Young Minami Inamoto Arbitre vidéo : Norasyikin Shariudin |

#### Finale
| Match 18               | (11) Corée du Sud | 1 - 2   | Japon (14)                |                                                                     |                                                                     |
| 11 décembre 2021 13h30 | Kang 1e           | (1 - 1) | 27e H. Nagai · 47e Tanaka | Arbitrage : Liu Xiaoying Ayanna McClean Arbitre vidéo : Lelia Sacre | Arbitrage : Liu Xiaoying Ayanna McClean Arbitre vidéo : Lelia Sacre |
| 11 décembre 2021 13h30 | Rapport           |         |                           | Arbitrage : Liu Xiaoying Ayanna McClean Arbitre vidéo : Lelia Sacre | Arbitrage : Liu Xiaoying Ayanna McClean Arbitre vidéo : Lelia Sacre |

## Classement final
| Rang               | Équipe       | J | V | N | D | BP | BC | Diff | Pts |
| ------------------ | ------------ | - | - | - | - | -- | -- | ---- | --- |
| Médaille d'or      | Japon        | 4 | 4 | 0 | 0 | 12 | 3  | +9   | 12  |
| Médaille d'argent  | Corée du Sud | 4 | 2 | 0 | 2 | 7  | 5  | +2   | 6   |
| Médaille de bronze | Chine        | 4 | 2 | 0 | 2 | 18 | 6  | +12  | 6   |
| 4                  | Thaïlande    | 4 | 0 | 0 | 4 | 0  | 23 | -23  | 0   |